# عصام العمد
عصام العمد (مواليد 1928-2013) شاعروطبيب فلسطيني، ولد في مدينة نابلس تلقى تعليمه الابتدائي في نابلس، وتخرج من المدرسة الصلاحية الثانوية، التحق بعد ذلك بكلية النجاح الوطنية في نابلس، ثم سافر إلى القاهرة والتحق بكلية الطب في الجامعات المصرية عام 1952 واشترك في مهرجان الشعر السنوي الذي يقام في الإسكندرية لجميع شعرائها، ونال الجائزة الثالثة. سافر بعدها إلى المملكة المتحدة وحصل على شهادة البكالوريوس في طب الأطفال من جامعة غلاسكو في بريطانيا عام 1964، ودبلوم عالي في طب المناطق الحارة عام 1966 في ريفيلبول. شعل منصب رئيس اللجنة الثقافية في جمعية عيبال، ورئيس جمعية الأطباء الأردنيين عام 1990، وعضو اتحاد الكتاب الأردنيين. توفي في 8 يوليو 2013.

## حياته العملية
عمل عصام صدقي العمد طبيباً في الجيش العربي والأمن العام في الأردن، وطبيباً مسؤولاً في الكويت، ونشط كطبيب ونقابي وأديب، ثم انتقل للعمل في عيادته الخاصة في شارع الجاردنز في عمان. كتب الكثير من القصائد والأشعار منها الغزلية والوطنية التي تناولت أحداث الانتداب البريطاني والنكبة الفلسطينية عام 1948وحرب الأيام الستة ومجزرة صبرا وشاتيلا، وألف دواوين شعرية عدة وكان آخرها عام 1993 بعنوان حصاد السنين.

## دواوينه
- وجدانيات وهو سلسلة من الدواوين وعددها ستة وجاءت بالعناوين التالية:[3][5]
- الحب والجمال، صدر عام 1983.
- آلام وآمال، صدر عام 1988.
- حصاد السنين، صدر عام 1993.
- آهات السنين، صدر عام 1996.
- ترانيم شاعر، صدر عام 1998.
- طيف الذكريات، صدر عام 2000.